# ハラウェ (小惑星)
ハラウェ (518 Halawe) は小惑星帯に位置する小惑星。1903年、アメリカ合衆国の天文学者レイモンド・ドゥーガンがドイツのハイデルベルクで発見した。
名前は、発見者の好物であるアラブ圏の菓子、ハラウェ（世界的にはヘブライ語由来のハルヴァで知られる）に因む。